# Temnorhinus hololeucus
Temnorhinus hololeucus är en skalbaggsart som först beskrevs av Peter Simon Pallas 1781.  Temnorhinus hololeucus ingår i släktet Temnorhinus, och familjen vivlar. Arten har ej påträffats i Sverige.